# 平山常陳事件
平山常陳事件（ひらやまじょうちんじけん）は、1620年（元和6年）に堺の平山常陳が船長をつとめる朱印船が2名のキリスト教宣教師を乗せてマニラから日本に向かっていたところを、台湾近海でイギリスおよびオランダの船隊によって拿捕された事件。江戸幕府のキリシタンに対する不信感を決定づけ、元和の大殉教といわれる激しい弾圧の引き金となった。

## 経緯
当時、江戸幕府は将軍の名による朱印状を発給することで朱印船に保護を与えていたため、多くの朱印船が東アジアの海上を活発に往来していた。その一方で同海域において、従来のスペインやポルトガルが保持してきた覇権を奪取しようと、新興のイギリス・オランダといった国々が艦船を投入し、互いにしのぎを削っていた。
マニラを出航して日本に向かっていた平山常陳の朱印船がイギリス・オランダの船隊によって拿捕されたのは、このような状況下においてであった。朱印船には日本人船員のほかにポルトガル人とスペイン人数名が乗船していた。英蘭船隊は朱印船を伴って平戸に入港し、イギリス平戸商館は朱印船の積荷（生糸や砂糖など）を没収した。本来、朱印船の積荷を奪うことは許されない行為であったが、イギリスおよびオランダ側は「日本入国を禁じられている宣教師を乗船させていた」ことを理由に、積荷の没収の正当性を訴えた。一方、平山常陳はこれを「海賊行為」であるとして長崎奉行に訴えでたため、調査が行われた。
問題となったのは、スペイン商人として乗船していたアウグスティノ会の宣教師ペドロ・デ・スニガ、ドミニコ会の宣教師ルイス・フロレスの2人で、彼らは平戸藩主松浦隆信と長崎代官末次平蔵、長崎奉行長谷川権六のもとで取調べを受けた。長崎奉行である権六は以前にスニガ、フロレスを見知った間柄であり、宣教師たちは共に自身が商人であると訴えて権六にすがり、この難局を乗り切ろうとした。しかし、イギリス商館長（カピタン）リチャード・コックス、オランダ商館長（カピタン）ヤックス・スペックスらが、スニガ、フロレスが宣教師として活動していたことを知る証人を連れてくるなどして対抗した。本事件はスペイン・ポルトガルとイギリス・オランダ両陣営の日本での主権争いの様相を呈したものになり、双方の言い分は対立した。調査は2年にわたって行われたが、結果、過酷な拷問と数々の証人、証言によってスニガ、フロレス2人の宣教師もついに自白に至った。元和8年7月13日（1622年8月19日）、長崎で平山常陳、スニガ、フローレスの3名が火あぶりになり、船員12名が斬首となった。
この事件は、幕府のキリシタンに対する不信感を決定づけるものとなった。翌月に長崎で宣教師や信徒など教会関係者55名が一斉に処刑された元和の大殉教では、平山常陳事件でキリシタンの疑いをかけられていた長谷川権六が、弾圧側の執行人として参加することで身の潔白を証明することを強いられた。以後、諸大名も幕府の意を汲んで、各地でキリシタンに対する迫害を強化徹底した。翌元和9年（1623年）に入ると、幕府はポルトガル人の日本在住禁止、朱印船のマニラ渡航の禁止などを次々に公布し、江戸幕府の対外政策の方向性を決定付けていくことになる。

## 参考書籍
- 『朱印船』（永積洋子、吉川弘文館、2001年）